# Heterobranchus
Heterobranchus is een geslacht van straalvinnige vissen uit de familie van de kieuwzakmeervallen (Clariidae).

## Soorten
- Heterobranchus bidorsalis Geoffroy Saint-Hilaire, 1809
- Heterobranchus boulengeri Pellegrin, 1922
- Heterobranchus isopterus Bleeker, 1863
- Heterobranchus longifilis Valenciennes, 1840